# Bad Emstal
Bad Emstal is een gemeente in de Duitse deelstaat Hessen, en maakt deel uit van het district Kassel.
Bad Emstal telt 5.893 inwoners.

## Plaatsen in de gemeente Bad Emstal
- Balhorn
- Merxhausen
- Riede (met Schloss Riede)
- Sand

Ahnatal · Bad Emstal · Bad Karlshafen · Baunatal · Breuna · Calden · Espenau · Fuldabrück · Fuldatal · Grebenstein · Habichtswald · Helsa · Hofgeismar · Immenhausen · Kaufungen · Liebenau · Lohfelden · Naumburg · Nieste ·  Niestetal ·  Reinhardshagen · Schauenburg · Söhrewald · Trendelburg · Vellmar · Wesertal · Wolfhagen · Zierenberg